# Fien Troch
Pour les articles homonymes, voir Troch.
 (mai 2021).
Si vous disposez d'ouvrages ou d'articles de référence ou si vous connaissez des sites web de qualité traitant du thème abordé ici, merci de compléter l'article en donnant les références utiles à sa vérifiabilité et en les liant à la section « Notes et références ».
Fien Troch, née en 1978, est une réalisatrice et scénariste belge flamande, fille du monteur Ludo Troch.
Membre du Conseil d'administration de la Cinémathèque royale de Belgique, Fien Troch est en 2020 la présidente du Comité de sélection du nouveau conservateur qui choisit le producteur flamand Tomas Leyers. Elle est également administratrice du Palace, cinéma de prestige bruxellois géré et subventionné par la Communauté française Wallonie-Bruxelles. 
En septembre et octobre 2024, la Cinémathèque royale de Belgique offre à Fien Troch une rétrospective intégrale de son œuvre.

## Filmographie

### Réalisatrice

#### Longs métrages
- 2005 : Een ander zijn geluk
- 2008 : Non-dit (Unspoken)
- 2012 : Kid
- 2016 : Home
- 2023 : Holly

#### Courts métrages
- 1998 : Verbrande aarde
- 1999 : Wooww
- 2001 : Maria
- 2002 : Cool Sam & Sweet Suzie

### Scénariste

#### Longs métrages
- 2005 : Een ander zijn geluk
- 2008 : Non-dit (Unspoken)
- 2012 : Kid
- 2016 : Home

#### Courts métrages
- 1998 : Verbrande aarde
- 1999 : Wooww
- 2001 : Maria

## Distinctions

### Récompenses
- 2005 : Golden Alexander au Festival de Thessalonique pour Een ander zijn geluk
- 2005 : Meilleur scénario au Festival de Thessalonique pour Een ander zijn geluk
- 2009 : Prix André-Cavens pour Non-dit (Unspoken)
- 2012 : Mention spéciale au Festival de Gand pour Kid
- 2013 : Prix André-Cavens pour Kid
- 2014 : Magritte du Meilleur film flamand en coproduction pour Kid
- 2016 : Prix ARTE International au Festival du film de Turin pour Home
- 2016 : Mostra de Venise 2016 section Orizzonti : meilleure réalisatrice pour Home[4]
- 2016 : Mention spéciale Explore Award au Festival de Gand pour Home
- 2016 : Prix du Public au Festival de Gand pour Home
- 2016 : Prix Canvas au Festival de Gand pour Home
- 2016 : Grand prix du jury au Festival de cinéma des Arcs pour Home
- 2017 : Prix André-Cavens pour Home
- 2018 : Magritte du meilleur film flamand pour Home

### Nominations
- 2005 : Grand Prix au Festival de Gand pour Een ander zijn geluk
- 2005 : Meilleur scénario au Prix Joseph-Plateau pour Een ander zijn geluk
- 2006 : Meilleur réalisateur belge au Prix Joseph-Plateau pour Een ander zijn geluk
- 2014 : Magritte du Meilleur scénario pour Kid